# アクション対魔忍
『アクション対魔忍』（アクションたいまにん）は、Gremoryより配信・運営されるスマートフォン（iOS / Android）向けゲームアプリ。2019年12月24日サービス開始。基本プレイ無料（アイテム課金制）。
対魔忍シリーズの一作。
2020年10月6日にInfini-BrainよりSteam版が配信開始。
2021年5月5日よりグローバル版がサービス開始。2021年7月27日をもって日本版のサービスを終了し、前記グローバル版へと移行された。
2023年10月30日には韓国のゲーム配信サイト『ON STOVE INDIE』よりStove版がサービス開始。

## システム

### 戦闘
アクションRPGである本作は、仮想スティックと攻撃・スキルボタンという、スマートフォン向けアクションゲームとしては一般的な操作体形をとっている。
本作に登場するプレイアブルキャラクターは、最大3つ(特定のアイテムを使用する事で期限付きで4つ)までのスキルを設定できる。スキルのコマンドは特定のボタンを長押しするといった単純なものがほとんどであり、時間経過や敵から得た対魔粒子が満タンになると奥義を放てる。
本作では、プレイアブルキャラクターに加え、固有スキルを持ったサポートキャラクターも登場する。

### メインクエスト
本作のメインクエストはチャプター制を採用しており、1つのチャプターは5つのセクションから構成されており、各セクションで3つの難易度が存在する。また、各チャプターの前後にはキャラクター同士の会話やムービーなどが挿入されている。

### サブコンテンツ
本作のサブコンテンツとして、「日替わりモード」「イベント」「特別モード」「タイムアタック」が収録されている。

### プライベートルーム
所持しているプレイアブルキャラクターを自由にポージングできる。

### アリーナ
バトルアリーナ
2020年3月24日のアップデートで、対人戦モードであるバトルアリーナが追加された。
バトルアリーナはクエスト形式のプロローグステージでデータ収集100%になると参加できるようになる。
アリーナタワー
2021年5月4日のアップデートで、アリーナタワーが追加。初期階層50階
タイマファイブVR
2022年11月1日のアップデートで、忍者戦隊タイマファイブ:VR(体験版)が期間限定追加された。
2022年12月6日のアップデートで、タイマファイブVRが正式に追加された。
タイマファイブVRではキャラクターを3人編成できBPを消費して挑戦できる。1週間でボスモンスターが切り替わる。現在(2025年3月4日時点)は、人間型のボスモンスター「仮面の対魔忍」「邪龍の魔界騎士」、機械型のボスモンスター「LWSスクワッド」「天穹2号」、魔族型のボスモンスター「蜘蛛の女王」「クイーン・カナロア」の計6種類のボスが存在する。

### 対魔忍
現在36名(2025年3月4日時点)のプレイアブルキャラクターが実装されている。「人間型」、「機械型」、「魔物型」のタイプがある。
近年の傾向は奇数月はプレイアブルキャラのリニューアル、偶数月は新規プレイアブルキャラの実装となっている。また新規限定サポーターとしてピックアップガチャが開催された翌月に新規プレイアブルキャラとして実装される可能性が高い。
ラピス(新規限定サポーターピックアップガチャ開催2024年3月5日→新規プレイアブルキャラ実装2024年4月2日)
ファンタスマ(新規限定サポーターピックアップガチャ開催2024年5月7日→新規プレイアブルキャラ実装2024年6月4日)
フランシス(新規限定サポーターピックアップガチャ開催2024年7月2日→新規プレイアブルキャラ実装2024年8月6日)
稲毛夏(新規限定サポーターピックアップガチャ開催2024年8月6日→2024年10月1日)
赤の「制圧」、青の「保護」、緑の「支援」といった、各キャラクターに得意な戦闘スタイルがある。
| 番号 | 実装日         | 名前                     | 所属                       | タイプ | スタイル | 武器                 | リニューアル  |
| ---- | -------------- | ------------------------ | -------------------------- | ------ | -------- | -------------------- | ------------- |
| 1    | 2019年12月24日 | 井河アサギ               | 対魔忍(五車学園校長)       | 人間型 | 支援     | 忍者刀               | 2022年7月5日  |
| 2    | 2019年12月24日 | 井河さくら               | 対魔忍(五車学園生徒)       | 人間型 | 保護     | 二刀流小太刀         | 2022年5月3日  |
| 3    | 2019年12月24日 | 水城ゆきかぜ             | 対魔忍(五車学園一年)       | 人間型 | 制圧     | 二丁拳銃             | 2022年3月8日  |
| 4    | 2020年1月21日  | 秋山凜子                 | 対魔忍(五車学園生徒)       | 人間型 | 支援     | 太刀                 | 2022年11月1日 |
| 5    | 2020年3月3日   | 八津紫                   | 対魔忍(五車学園教師)       | 人間型 | 制圧     | 戦斧                 | 2023年1月3日  |
| 6    | 2020年4月28日  | スウ・ジンレイ           | 中華連合(対魔忍)           | 人間型 | 保護     | 籠手                 | 2023年3月7日  |
| 7    | 2020年6月30日  | 水城不知火               | 対魔忍(五車学園教師)       | 人間型 | 保護     | 薙刀                 | 2023年5月2日  |
| 8    | 2020年9月1日   | エミリー・シモンズ       | 米連(DSO)                  | 機械型 | 支援     | ドローン             | 2024年1月2日  |
| 9    | 2020年11月11日 | 心願寺紅                 | 対魔忍(ヴァンパイアハーフ) | 魔物型 | 保護     | 二刀流小太刀(長・短) | 2024年11月5日 |
| 10   | 2020年12月29日 | 朧                       | ノマド(対魔忍)             | 魔物型 | 制圧     | 鉤爪                 | 2024年3月5日  |
| 11   | 2021年2月23日  | 甲河アスカ               | 米連(DSO)(対魔忍)          | 機械型 | 制圧     | アンドロイド・アーム | 2023年7月4日  |
| 12   | 2021年5月25日  | 鬼崎きらら               | 対魔忍(五車学園生徒)       | 魔物型 | 保護     | 玉                   | 2024年7月2日  |
| 13   | 2021年5月25日  | イングリッド             | ノマド(魔族)               | 魔物型 | 保護     | 剣                   | 2023年9月5日  |
| 14   | 2021年7月27日  | ノア・ブラウン           | 魔族                       | 魔物型 | 支援     | 魔装具               | 2024年5月7日  |
| 15   | 2021年9月14日  | アスタロト               | 魔族(獄炎の女王)           | 魔物型 | 制圧     | 腕輪                 | 2023年11月7日 |
| 16   | 2021年10月26日 | ふうま時子               | 対魔忍(五車学園教師)       | 人間型 | 支援     | クナイ               | 2024年9月3日  |
| 17   | 2021年12月21日 | 高坂静流                 | 対魔忍(五車学園教師)       | 人間型 | 制圧     | 鞭                   | 2025年1月7日  |
| 18   | 2022年2月9日   | フェリシア               | 魔族(ヴァンパイアハーフ)   | 魔物型 | 支援     | 鎌                   | 2025年7月1日  |
| 19   | 2022年4月5日   | 神村舞華                 | 対魔忍(五車学園一年)       | 人間型 | 保護     | 砲弾                 | 2025年3月4日  |
| 20   | 2022年6月7日   | 上原燐                   | 対魔忍(五車学園教師)       | 人間型 | 制圧     | 双剣                 |               |
| 21   | 2022年8月2日   | 神無月空                 | 対魔忍(五車学園中等部)     | 人間型 | 保護     | 長弓                 | 2025年5月6日  |
| 22   | 2022年10月4日  | アンネローゼ・ヴァジュラ | 魔女(探偵)                 | 魔物型 | 制圧     | 忍者刀               |               |
| 23   | 2022年12月6日  | 桃知凪                   | 対魔忍                     | 人間型 | 支援     | 双剣                 |               |
| 24   | 2023年2月7日   | アイナ・ウィンチェスター | 傭兵(DSO)                  | 人間型 | 保護     | 二丁拳銃             |               |
| 25   | 2023年4月4日   | ふうま災禍               | 対魔忍                     | 機械型 | 支援     | アンドロイド・レッグ |               |
| 26   | 2023年6月6日   | 天宮紫水                 | 対魔忍(五車学園臨時生徒)   | 機械型 | 制圧     | ガーディアン         |               |
| 27   | 2023年8月1日   | エレオノール             | 魔族(ダークエルフ)         | 魔物型 | 支援     | 玉                   |               |
| 28   | 2023年10月3日  | 相州蛇子                 | 対魔忍(五車学園一年)       | 人間型 | 支援     | 二刀流小太刀         |               |
| 29   | 2023年12月5日  | スピネル                 | 魔族(傭兵)                 | 魔物型 | 制圧     | 大剣                 |               |
| 30   | 2024年2月6日   | リーナ                   | ノマド(魔族)               | 魔物型 | 保護     | 忍者刀               |               |
| 31   | 2024年4月2日   | ラピス                   | 魔族(傭兵)                 | 魔物型 | 保護     | 薙刀                 |               |
| 32   | 2024年6月4日   | ファンタスマ             | 魔族                       | 魔物型 | 制圧     | 玉                   |               |
| 33   | 2024年8月6日   | フランシス               | 魔族(鬼族)                 | 魔物型 | 支援     | 棍棒                 |               |
| 34   | 2024年10月1日  | 稲毛夏                   | 対魔忍                     | 人間型 |          | キセル               |               |
| 35   | 2024年12月3日  | 鬼壱あずさ               | 陰陽師(五行学園教師)       | 人間型 |          | 太刀                 |               |
| 36   | 2025年2月4日   | ラグナロク＝シンモラ     | 魔族                       | 魔物型 |          | 剣                   |               |
| 37   | 2025年4月1日   | ミラベル・ベル           | 米連                       |        |          |                      |               |
| 38   | 2025年6月3日   | ラン・シアーン           | 中華連合                   |        |          |                      |               |
| 39   | 2025年8月5日   |                          |                            |        |          |                      |               |

#### コスチューム
プレイアブルキャラクターの衣装を変更できる。コスチュームはショップから購入可能。
| コスチューム名         | キャラ数 | ショップ期限 |
| ---------------------- | -------- | ------------ |
| 特務中隊               | 7名      | 常設         |
| 光学スーツ             | 3名      | 常設         |
| 五車学園               | 19名     | 常設         |
| 風呂上がり             | 23名     | 常設         |
| パーティードレス       | 9名      | 常設         |
| 対魔トレーナーズ       | 8名      | 常設         |
| メイド・イン・五車     | 11名     | 常設         |
| バニーガール           | 13名     | 常設         |
| 夜の女子会             | 8名      | 常設         |
| 対魔忍の日常           | 4名      | 常設         |
| 平穏のひととき         | 4名      | 常設         |
| 秘密の花園             | 11名     | 常設         |
| THE iDOL#T             | 6名      | 常設         |
| 真夏のバカンス         | 4名      | 常設         |
| あなただけのプレゼント | 4名      | 常設         |
| 聖夜の対魔忍           | 4名      | 期間限定     |
| 聖夜の対魔忍2          | 4名      | 期間限定     |
| 謹賀新年               | 3名      | 期間限定     |
| 謹賀新年2              | 3名      | 期間限定     |
| 春の伝令使             | 4名      | 期間限定     |
| 春の伝令使2            | 3名      | 期間限定     |
| 春の伝令使3            | 3名      | 期間限定     |
| クイーン・オブ・レース | 2名      | 期間限定     |
| ワールドツアー         | 2名      | 期間限定     |
| ジューンブライド       | 3名      | 期間限定     |
| 傾国の美人             | 1名      | 期間限定     |
| 激戦の痕跡             | 2名      | 常設         |
| サマービーチ           | 3名      | 期間限定     |
| サマービーチ2          | 3名      | 期間限定     |
| サマービーチ3          | 1名      | 期間限定     |
| 秋を染める袖           |          | 期間限定     |
| 秋を染める袖2          |          | 期間限定     |
| 秋を染める袖3          | 3名      | 期間限定     |
| 秋を染める袖4          | 2名      | 期間限定     |
| ナースコール           | 1名      | 常設         |

#### 親密度
所持しているプレイアブルキャラクターにプレゼントをあげることで親密度が上がり、モーションなどのボーナスが得られる。

## あらすじ

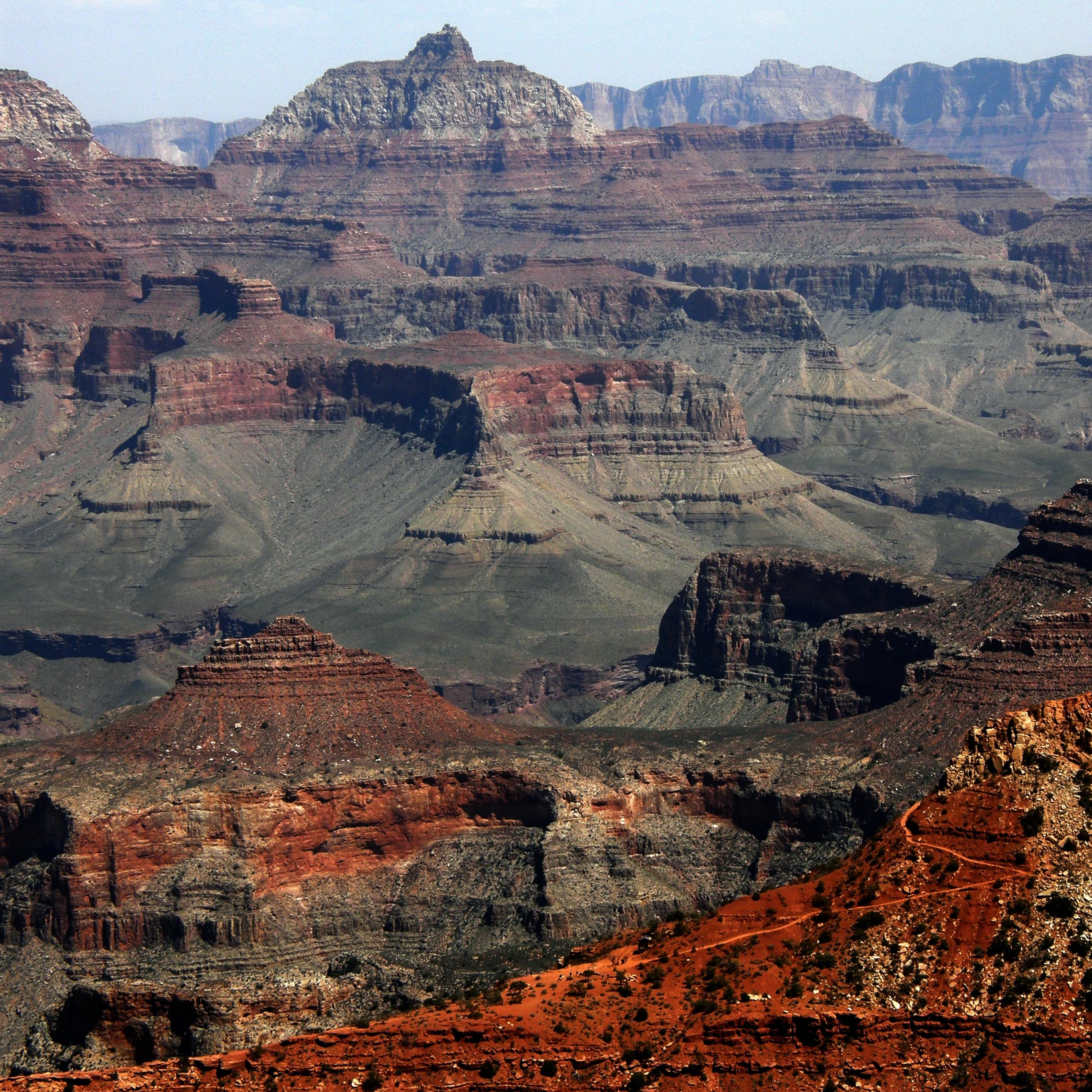
Chapter14はグランドキャニオン内にある基地を舞台としている

Chapter01「始動」
井河アサギ・井河さくら・水城ゆきかぜの3人は、ふうま小太郎の指揮のもと、テロリストに占拠されたビルから人質を救出する任務に臨む。
任務が終わったとたん、あたりの風景が一変し、訓練だったことが判明する。小太郎は、この訓練の内容は実際の事件を想定したものかとアサギに尋ねる。アサギはそうだと答え、小太郎達を対魔忍たちのトップである山本信繁のもとへ案内する。
山本は、対魔忍たちが世界的な活動できる場として対魔中隊の設立を宣言し、小太郎を指揮官に任命する。
Chapter02「テロリスト」
ある日、日本国内にて、米連の輸送トラックが武装集団の襲撃を受け、積んでいた強力な生物兵器を奪われる。米連に協力していた内閣情報調査局（以下:内調）は、内閣官房参与・武中平次が武装集団に情報を流したことを突き止める。親米派政権の御用学者でもある武中は、反米連勢力相手に機密情報を取引していたことでも知られており、内調は逮捕に動く。ところが、米連は、米連基地ではなく一般の空港から武中を亡命させようとする。
一週間後、中隊は武中を確保すべく、近畿国際空港まで駆け付けるが、武中はアサギの右腕だった男・桃知東洋によって殺される。さらにそこへノマドの幹部・朧が中隊を妨害し、桃知はそのすきに逃走する。
翌日、小太郎は校長室に呼び出され、山本から中華連合の軍人スウ・ジンレイを副官として紹介される。
Chapter3「追跡」
特務中隊は中華連合の構成国の一つであるヴェナン共和国の反政府テロ組織・ヴェナン解放軍の日本支部代表と接触しようとする。
Chapter4「楽園の島」
ヴェナン解放軍の日本支部代表は朧によって殺される。中隊は死闘の末に朧を捕らえ、彼女から桃知の居場所を聞き出す。
そして、盗まれた生物兵器がCDウイルスの改良版だったことが判明する。
Chapter5「混沌の先」
中隊は旧CDウイルスのワクチンを打ち、ヴェナン共和国のコートララ島へ向かう。
中隊は下水道で桃知を倒すが、偽者だったことが判明する。一方、桃知はコートララ島の市街地でCDウイルスの入ったガス爆弾を炸裂させたうえ、それによって生じた大惨事を全世界に向けて配信する。桃知は、駆け付けた中隊に追い詰められた、自らにアンプルを打ち込み、怪物と化す。中隊との死闘の末に、桃知は倒される。
事件後、中隊は生物兵器の発動を食い止められなかった責任を問われる。スウも立場が危うくなっていたが、アサギの計らいにより対魔中隊の一員となり、小太郎の家に居候する。事件から2週間後のある早朝、小太郎達はテレビのニュース番組を見て、桃知がまだ生きていることを知る。
蛇の道は邪
コートララの惨劇から数週間後、スウとゆきかぜは険悪な関係にあった。小太郎は一計を案じ、中隊を訓練施設に閉じ込め、仮想敵としてスネークレディを用意する。
小太郎の思惑通り、スウとゆきかぜは力を合わせてスネークレディを撃破した。ところが、訓練終了後に小太郎の仲間の一人である鹿之助が姿を現したことにより、2人に小太郎の計画が露見してしまう。
スゥの休日
スゥは両親からの連絡がないことを気にしていた。そのことを知ったさくらは、気分転換として買い物につれていく。両親への土産物を買い終えたスゥが調子を取り戻した矢先、敵の襲撃に遭う。土産物を荒らされたスゥは怒りのあまり、猛攻を加える。
後日、スゥの両親が旅行中だったことが判明する。
コートララ支援作戦
コートララの惨劇の後、地元住民が取り残されていることが判明し、中隊は現地へ急ぐ。
Chapter6「五車に潜む陰謀」
コートララ島の惨劇から一ヶ月後、別件で不在のアサギ以外の中隊メンバーに加え、新たに中隊入りした秋山凛子と八津紫を加えた一同は、五車町の地下施設で訓練を行っていた。
その時、米連が研究のために五車へ持ち込んだゾンビが暴走し、そのどさくさで五車に収容されていた朧が逃走する。ゾンビの回収に当たっていた中隊は、先の惨劇の時よりも強力になっていることに気づく。回収後、一行はコートララ島へ行くよう命じられる。
Chapter7「闇への道」
コートララ島には、先の惨劇で島を出ていった島民たちに代わり、サンプルを収集するために米連と中華連合の兵士たちがそれぞれ上陸していた。米連は桃知の遺骸のある場所へ、数回調査隊を派遣していたものの、帰還者はいなかった。依頼を受けた特務中隊は、その場所へ向かい、唯一の生存者であるエミリー・シモンズを救出する。シモンズがアサギと面識があることに加え、事態の解決にも協力的だったこと、そして調査隊で医療班をしていたという実績を買われ、アサギたちは仲間に加えることにした。
そしてついに一行は桃知の遺骸を見つける。
Chapter8「桃知の残滓」
目の前の遺骸が桃知ではなく、別人のものであることが判明する。その矢先、一行は怪物たちに待ち受けられ、撤退を図る。そこへ、ノアという魔族の少女が姿を現し、 桃知の遺体を奪う。
Chapter9「不死の魔族」
一行はノアを追いリゾート地区にある屋敷まで向かうが、室内に待ち受けていた夢魔たちの襲撃を受ける。ノアとノマド、さらには魔界の実力者の一人・アスタロトとのつながりが判明したものの、遺骸はアスタロトに焼かれてしまったことが判明する。そこへ、アスタロト本人が現れ、彼女の獄炎によって屋敷が炎上する。
Chapter10「コートララ炎上」
アスタロトの獄炎がコートララ島全体に広がり、中隊は劣勢に立たされる。別件で来ていたゆきかぜの母・不知火が一行に助太刀したことにより、アスタロトは撃退される。
Chapter11「東京キングダム潜入（前）」
アサギと紫を除く中隊の面々は、コートララ島で得た情報をもとに東京キングダムへ潜入する。小太郎と同門の心願時紅が一行に加わった矢先、ノアが現地のギャングに絡まれていた。救出されたノアは小太郎から弁当をもらうや否や饒舌になり、自分の立場がノマドの下級戦闘員よりも立場が低いことや、「人食い」として生み出されたことに疑問を抱いていたことを話す。
紅から「桃知が対魔忍のルーツである魔族の血を手に入れて自己強化を図るためにこの島を訪れ、目的を達成したためにこの島を去った」という情報が明かされた矢先、小太郎らはノマドのギャングたちに追われる。
Chapter12「東京キングダム潜入（後）」
ノアを連れた一行は、本土との連絡橋へ向かうが、エドウィン・ブラックの側近であるイングリッドが立ちはだかる。次いで現れたブラック本人は、桃知に関するデータを一行に渡す。
Chapter13「米連にて」
ある日、中隊に米連本土のある施設の立ち入り許可が下りる。データを分析中のアサギと紫、連絡係として五車に残っているさくらを除いた面々は渡米して、DSO傘下だというその施設を訪れる。そこでは、甲河アスカ監修の元、井河咲夜と神無月空という五車学園の中等部の生徒が実戦形式の訓練を行っていた。いがみ合う二人を見かねたアスカは手本を見せるため、二人に代わって小太郎らに訓練へ参加するよう依頼する。訓練終了後、仲間のジェイムズが咲夜と空を連れてこの場から去ったのを確認したアスカは、桃知が抜け対魔忍だけでなく魔族たちを連れてグランドキャニオン近辺に潜伏していることを告げる。
CHAPTER14「施設番号G-38 」
アスカの案内で、一行はグランドキャニオン内にある米連の組織・特務機関"G"の通信基地（施設番号：G-38）へ行き、小太郎は遠隔操作のドローンを通じて同行する。このドローンには偽装のために米連製の装備が積まれており、このドローンが通過することにより基地のセキュリティを潜り抜けることができた。抜け対魔忍や魔族に加え、鬼族までもが基地を占領しており、アスカが暴走した鬼族を食い止める間、一行は桃知と対峙する。
不知火から取引として魔族の血の塊が桃知に渡されるや否や、桃知はそれを貪り食う。彼のその身体はすでに人の形を保てておらず、一行は魔へと堕ちつつある桃知の攻撃を受ける。そして、小太郎のドローンが桃知の前に突っ込み爆発する。
その後、アスカを含む一行は生還を果たし、アサギたちも合流してくる。

## 登場人物

### 特務中隊
井河 アサギ
声 - 小清水亜美（初代）、渡部紗弓（2代目）
- 初期プレイアブルキャラクター。

対魔忍を率いる総隊長にして最強の対魔忍と目されている正義のくノ一。
特務中隊の一員で、対魔忍養成機関・五車学園の校長も務めている。
天才的な剣術と体術、人知を超える光速のスピードが武器。得物は忍者刀。
奥義:忍法・殺陣華
井河 さくら
声 - 里山葉亜都
- 初期プレイアブルキャラクター。

アサギの妹。なお、特務中隊の隊員として登場する「井河 さくら」は別の世界に転送された人物であり、作中世界には別の「井河 さくら」が存在している。
姉同様、かなり希少な異能系の忍法“影遁の術”を操るくノ一。得物は忍者小太刀の二刀流。
奥義:影九魔
水城 ゆきかぜ
声 - 神戸結衣
- 初期プレイアブルキャラクター。

小太郎の同級生。五車学園の一年生。新世代の戦力と期待される若き対魔忍。代々、“雷遁の術”使いを輩出する名門で彼女も亡き父親同様、“雷遁の術”を使う。
二丁拳銃を得物に、舞うように雷撃弾を放つその姿から“雷撃の対魔忍”の異名を持つ。
奥義:トールハンマー・ザ・リープ
ふうま 小太郎
声 - 羽多野渉
特務中隊の指揮官で、独立遊撃隊の隊長も掛け持ちしている。
本作の主人公的存在で、ストーリーのメッセージウィンドウでは「俺」と表記される。
ふうま弾正の息子で、ふうま宗家現当主。
スウ・ジンレイ
声 - 井上麻里奈
- 2020年4月28日追加プレイアブルキャラクター。

中華連合の軍人で、小太郎の副官として来日した。
飛び級して北京大学を首席で卒業した経歴を持つ。また、曽祖父は対魔忍の血を引く中国残留孤児であり、能力に目覚めた後は、修業のために何度か来日している。アサギをお師匠様と慕う。対魔忍としての能力は獣遁の術（獣化忍）であり、龍の力を用いて戦う。
奥義:黒炎竜之牙
秋山 凜子
声 - 里美花
- 2020年1月21日追加プレイアブルキャラクター。

五車学園に通う対魔忍であり、ゆきかぜの先輩にあたる。忍びの里に代々伝わる剣術“逸刀流”の皆伝。「斬鬼の対魔忍」と呼ばれ恐れられている。
五車学園では強く、美しく、厳しい先輩として見られている。学園の女子生徒の中でも絶大な人気があり、秘かに凜子様ファンクラブが存在し強い広がりを見せている。
奥義:秘奥義・胡蝶獄門
八津 紫
声 - 仲野なみ
- 2020年3月3日追加プレイアブルキャラクター。

五車学園の教師。アサギが頭領を務める一派の下忍の出で、兄の八津九郎も同じく対魔忍として活躍している。
ポストアサギ、次代の対魔忍隊長と将来を嘱望されている。アサギに憧れ以上の強い感情を抱いており、普段はクールだがアサギの前ではシドロモドロになる。理解されにくいが本当は優しい性格。
奥義:テンタクル・デストロイヤー
水城 不知火
声 - 浅井晴美
- 2020年6月30日追加プレイアブルキャラクター。

対魔忍、水城ゆきかぜの母親。現役の時は対魔忍不知火として勇名をはせていたが、ゆきかぜが産まれてからは危険な任務から離れ、井河アサギの相談役を務めていた。しかしある日、夫が任務で亡くなってしまい、現場に復帰せざるを得なかった。
得物として薙刀を振るい、忍法で生み出した幻影で一人軍勢のように敵を殲滅するその様子から「幻影の対魔忍」として闇の存在から恐れられている。
奥義:水遁の術・妖艶舞踏
鬼崎 きらら
声 - 明坂聡美
- 2021年5月25日追加プレイアブルキャラクター。

対魔忍、五車学園の生徒。鬼族と人間のハーフ。「霜の鬼神」と呼ばれた高位鬼族の母の能力と、対魔忍の父の忍法を受け継いだハイブリッド対魔忍。
鬼族の特徴である角が頭の横に生えているが、幼い時からのコンプレックスであるため、普段は大きなリボンともさもさのツインテールで隠している。基本的に男嫌いで、男は全員ケダモノだと思っている。
母親譲りの冷気を操る力は強力で、一瞬で空気中の水分を凍結させて氷の盾を作ったり、冷気を纏った拳で敵を凍結させたりすることもできる。しかし父との確執から忍法の使用は封じており、彼女がどんな忍法を使うのか知っている者はほとんどいない。
奥義:絶零氷柱

### 五車町
山本 信繁
声 - 大川透
内務省公共安全庁、調査第三部〈セクションスリー〉の部長であり、政府と対魔忍を繋ぐ、アサギの上司。元軍人。
ふうま 時子
声 - 阿部れん（メインストーリー）→清水彩香（プレイアブル実装以降）
- 2021年10月26日追加プレイアブルキャラクター。

小太郎の異母姉にして執事。五車学園の教師。
ふうま一族の特徴をしっかり受け継いだ彼女は邪眼の忍法を扱う。他の邪眼とは違い目を閉じる事で発動する彼女の「千里眼」は、視覚だけを遊離して、どこでも自由自在に潜入できる。
奥義:千里眼・百鬼夜行
相州 蛇子
声 - 渕上舞
- 2023年10月3日追加プレイアブルキャラクター。

独立遊撃隊の一員。対魔忍の一人で、五車学園の学生。クラス委員長を務めるしっかり者の優等生でもある。代々ふうまの家に仕える下忍の家柄で、獣遁の術使いの中でも花形とされる“獣化忍”で、獣の力を体に宿す能力を持つ。
上原 鹿之助
声 - 植竹香菜
蛇子と同じく隊員。対魔忍の一人で、五車学園の学生。生命体に存在する僅かな電気を操るのが主体とする忍法・電遁の術を使う。
篠原 まり
声 - 金元寿子
対魔忍。五車学園の生徒。学園では学級委員長として毎日頑張っている。明るい笑顔が似合う、少しドジな性格。土遁の術使いで、自分の拳と土遁を持ち合わせたスタイルで戦いに挑む。
神村 舞華
声 - 豊口めぐみ
- 2022年4月5日追加プレイアブルキャラクター。

対魔忍。言葉使いは荒々しいが弱きを助け、強きを挫く、昔ながらの番長スタイル。硬派を気取りつつも、本当はギャルに憧れているヤンキー娘。火遁使いの中でも最高クラスの火炎を操ることができるものの、その火力が強すぎて制御が難しいために、特製の携帯式火砲「冥途バズーカ」を用いて自分のパワーを制御している。冥途バズーカで噴き出す超高温の爆炎で魔を一掃する姿から、「爆炎の対魔忍」という二つ名で呼ばれている。
奥義:インフェルノチェイン
七瀬 舞
声 - 麻倉もも
対魔忍。五車学園の生徒。生真面目な性格を持ち、頭の固いエリートタイプ。紙に対魔粒子を吹き込んで強化する“紙気”と呼ばれる特殊な忍法を操る。
天宮 紫水
声 - 古賀葵
- 2023年6月6日追加プレイアブルキャラクター。

対魔忍。五車学園の生徒。図書館でよく見かける謎の少女。自然界の忍法の中でも数少ない“波遁の術”の持ち主。
紫藤 凜花
声 - 瀬戸麻沙美
対魔忍。五車学園の生徒で、“鬼腕の対魔忍”の二つ名を持つ。凜子とは同級生であり幼馴染で、「対魔忍に二凜あり、秋山凜子と紫藤凜花」として次世代のエースとして期待されている。対魔殺法の達人で、煙遁の術使い。
前園 桃子
声 - 田中あいみ
対魔忍。五車学園の生徒。小柄なことに悩んで毎晩牛乳を飲んでいる。催眠系忍法“潜在誘導”で相手の思考方向性を誘導できる。
椎名 桜子
対魔忍。五車学園の生徒。成績優秀、品行方正な優等生で、誰にも丁寧に尊敬語で話す。忍法「紙覚」は対魔粒子を紙に植え付け、探索と意思疎通を支援する異能系忍法。
水野 絢
対魔忍。五車学園の生徒。授業では欠点のない優等生だが、肝心なところで極端に緊張する癖があって、実戦は苦手としている。忍法“王水”は水遁の術の派生忍法で、触った物を溶かす水を作る忍法である。
霧生 香子
対魔忍。五車学園の生徒。いたずら好きで、理論にこだわらず自分の勘をもとに行動する本能派。木遁の術使いで、植物の生長を促進し操る忍法“山姥”を使う。
春咲 アリカ
声 - 原田ひとみ
対魔忍。五車学園の生徒。陽気な性格で、どんな状況でも明るさを失わない。空間を自由に飛ぶ忍法・空遁の術を持っている。自分の忍法にもかかわらずその統制が難しく、物を任意の位置に持ち込むか、敵の態勢を崩すのみに使う。
神木 鈴音
声 - 伊藤静
対魔忍。五車学園の生徒。五車に合流せず、代々「神木」を守りつつ生活してきた一族の末裔。木遁使い。忍法「回帰の術」は森の精気を引きずり出して操る忍法で、回復エネルギーとして味方を治療する、または植物を媒体として森の中に潜む敵を察知するなどで流用できる。
伊勢 和香
声 - 岩橋由佳
対魔忍。五車学園の生徒で、孤児院で他の子どもたちとともに生活している。人見知りが酷くて、孤児院の子供たち以外の見慣れない人とは会話もままならないため、仮面をかぶることで別の人格を作り上げて任務を遂行している。忍法「鏡遁の術」の使い手。
藤林 夕乃
声 - 髙井うらら
対魔忍。五車学園の生徒。子供の頃、山へ冒険に出かけて失踪、発見された時は片腕を失い、その代わりに魔獣・タムを使役していた。タムとは長い時間を一緒に過ごしてきて、今は仲の悪い兄弟みたいになっている。獣遁の術使い。
東雲 七海
声 - 高木美佑
対魔忍。五車学園の生徒。同じ学年の篠原まり、七瀬舞と仲が良く、一緒にトレーニングや救護の練習をしたりしている。忍法・治癒掌は対魔粒子を一点に集め、相手の身体に触ると触られた相手の傷や体力を回復させる能力。
笠原 龍美
声 - 佐々木未来
五車学園の生徒である対魔忍。ふうまの傍系の生まれ。学業も優秀でクラス内でも頼りにされていて、本人も世話焼き気質な為に厄介毎も積極的に引き受ける。その為に男女問わず慕われていて、『クラスのお姉さん』と呼ばれる事まである。邪眼使いであり、右目の邪眼「天目一筒」は、自身の肉体を第三者の視点で見ることができる。
凪 琴音
声 - 稗田寧々
対魔忍。五車学園の生徒。陽気な性格の持ち主で、時々の気分次第で行動を取る。霧生香子と同様、五車学園の教師たちを困らせるトラブルメーカー。体術を生かして、得物の脚絆を装備して敵を蹴っ飛ばす肉弾攻撃が特技。また、木遁の術で木々を自在に操ることができ、敵を拘束させたり攪乱させることにも活用できる。
芽花村 うらる
声 - 本泉莉奈
対魔忍。五車学園の生徒。発明マニアで、忍術の追求よりも、発明に力を阻止でいる。一応忍びとして金遁の術も使えるが、戦闘では忍術より自作の武器や罠を試したがる。
井河 咲夜
声 - 指出毬亜
五車学園の中等部に所属する対魔忍で、井河家の分家筋の出身である。
遅ればせながら覚醒した忍法は陰遁の術。反射神経・動体視力・直感などを大きく引き上げる強化系の忍法であり、使用すると黒い影が体を包み込むように見えるその姿から、陰遁と名付けられた。
神無月 空
声 - 成海瑠奈（初代）、会沢紗弥（2代目）
- 2022年8月2日追加プレイアブルキャラクター。

五車学園の中等部に所属する対魔忍。もともとは一般人として生活していたが、両親を魔族に殺された挙句、自身もカオス・アリーナへ連行された後、対魔忍に助けられた過去を持つ。
遅れて覚醒した忍法は現遁の術。狐または巨人の姿をした半透明な形状を召喚し、雷を鳴らしたり強力な武力を振るうなど、恐るべき威力を見せる。
奥義:天狐の御業
大和寿々音
声 - 竹内恵美子
対魔忍、五車学園の生徒。いつも自分で作った植物の研究を行っており、隙きあらばその実験に生徒も教師も構わず巻き込み、あの魔界医、桐生佐馬斗すら実験台にしようとした事がある。木遁の術の使い手。
高坂静流
声 - 芹澤優
- 2021年12月21日追加プレイアブルキャラクター。

対魔忍。五車学園の教師。通称『花の静流』。才色兼備の女性であり、6ヶ国語に通じ、2つの博士号と多くの分野の専門知識を有して様々な人物に変装できる、偽装潜入のスペシャリスト。
奥義:忍法・花散る乱
森嶋逢
声 - 戸田めぐみ
対魔忍。五車学園の1年生。
上原燐
声 - 城内由茄子
- 2022年6月7日追加プレイアブルキャラクター。

対魔忍。五車学園の臨時講師。任務のない時は学園で野外訓練の授業を受け持ち、実践形式で野外戦を教えている。水城ゆきかぜ以上の雷遁使いであり、雷遁の術を使用すると電気が走るように身体が輝くことから『電輝の対魔忍』と呼ばれている。
奥義:霹靂雷轟・輝崩塵
ふうま災禍
声 - 和田結衣菜
- 2023年4月4日追加プレイアブルキャラクター。

対魔忍。代々ふうまに仕えている正式な秘書の家系。今は秘書の役目は時子に任せて、対魔忍として任務についている。

### 無所属
心願寺 紅
声 - 櫻井菜々絵
- 2020年11月11日追加プレイアブルキャラクター。

対魔忍。吸血鬼と人間のハーフでありながら、対魔忍として生きる異端の存在。祖父である“ふうま八将”心願寺幻庵から剣術の指南を受け、ゆくゆくは八将を継ぐと目されていた実力者。しかしかつての内紛の咎で幻庵は失脚。その跡目を継ぐはずだった紅もふうまの里を離れ、現在はどこにも属さない自由な立場で行動している。
半人半魔のハーフバンパイアとして身体能力を活かした絶大なる戦闘力を誇り、先代のふうま八将・心願寺幻庵から受け継いだ二刀の小太刀『白神』『紅魔』を高速で操る。風を操る忍法・風遁の術と心願寺流小太刀剣術を組み合わせた絶技・旋風陣は、真空の刃で敵を切り裂く。
奥義:絶技・旋風陣
アイナ・ウィンチェスター
声 - 真田アサミ
- 2023年2月7日追加プレイアブルキャラクター。

米連出身の傭兵。幼い頃魔族に両親を殺され、自分も片目を抉り取られてしまうなどの拷問を受ける途中、米連兵によって助けられた。天涯孤独なため孤児院で育てられ、米連のアカデミーを卒業した後、米連の軍隊には入らずハンターとして魔族退治を始めた。
アンネローゼ・ヴァジュラ
声 - あおいひかる
- 2022年10月4日追加プレイアブルキャラクター。

魔女。魔族の男性と人間の女性の間で生まれたハーフ。
奥義:魔刀・金剛夜叉

### 米連（DSO）
エミリー・シモンズ
声 - 南早紀
- 2020年9月1日追加プレイアブルキャラクター。

米連の科学者で、ノマドに反するグループに所属している。誰でも扱える技術を至高とする考えを持っており、対魔忍の特殊能力を応用したいと考えている一方、先天的な素質に左右されるその在り方には否定的である。
一度見たものを記憶する「瞬間記憶」と、複数の思考を同時に処理する「並列思考」という能力を持っている。また、後方支援を主とするが、強化外骨格などを用いた戦闘も可能である。
奥義:ウェポン・フルブラスト
甲河 アスカ
声 - 長妻樹里
- 2021年2月23日追加プレイアブルキャラクター。

抜け対魔忍。忍びの名門・甲河家の若き当主であり唯一の生き残り。長らく消息を絶っていたが、義肢“アンドロイド・アーム”と“アンドロイド・レッグ”を装備し、再び姿を現す。闇の勢力に加担するものは人魔問わず葬ってゆくことから、今は「鋼鉄の死神」という異名で呼ばれ、アサギと並び恐れられる存在となる。
奥義:対魔超粒子砲
仮面の対魔忍
正体を悟られないよう仮面で顔を隠した謎の対魔忍。司令官、Mis・マダム、仮面の対魔忍などの名称で呼ばれる。
グラニ・プロヴァンス
声 - 木野日菜
米連のサイボーグ・ソルジャー。魔族に両親を殺され、米連の施設に預けられた戦災孤児出身で、両親の仇を討つために米連の対魔族部隊に頼み込み、幾度の改造手術を受けた。真面目な性格で曲がったことが嫌いだが、人一倍の甘えたがり屋であり、特にふうま災禍に亡き母の面影を重ねて付きまとっている。

### 米連特務機関“G”
メイジャー
声 - 高垣彩陽
米連の将校。元・米連海軍特殊部隊、現・米連国務省の特務機関“G”に所属している。“メイジャー”という名はコードネームで、本名は未だ非公開。

### テロリスト
桃知 東洋
声 - 小西克幸
元・井河家上忍という経歴を持つテロリスト。アサギの忍術の師であると同時に、彼女の右腕だった人物である。
桃知 凪
声 - 茜屋日海夏
- 2022年12月6日追加プレイアブルキャラクター。

国際テロリスト、桃知東洋の娘。抜け忍となった桃知東洋と共に五車町を出ていたが、父の行動に賛同はしていなかった。
奥義:一陣狂風

### 魔族
ノア・ブラウン
声 - 古賀葵
- 2021年7月27日追加プレイアブルキャラクター。

ノマド総帥エドウィン・ブラックが直接生み出した複合生命体（キメラ）。見た目は幼く、感情表現が薄いものの、実年齢は数十歳である。
アスタロトとの取引のために彼女と行動を共にしてきたが、東京キングダムで特務中隊と出会って以来は中隊に同行している。
あらゆる魔族の細胞を組み込まれた存在であるため、様々な魔族の能力を受け継いでおり、身体の一部をその魔族に変化させることもできる。不死性が高いと同時に、客観的に見て生命の危機に陥ることがあってもその自覚に乏しい。また、身体のエネルギー効率が悪く、疲労や空腹に陥りやすい。なお、本来は人食いの魔族に該当するが、人肉食は苦手である。
奥義:ルーの悪夢
アスタロト
声 - 石井未紗
- 2021年9月14日追加プレイアブルキャラクター。

魔族。魔界の一角、マグマが流れる灼熱の大地を領土として君臨している。本作においては、炎を加工して「遊兎」と呼ばれるウサギを生み出す場面もある。
奥義:スーパー・ノヴァインフェルノ
カテジナ
声 - 本宮佳奈
魔族。生まれつき呪いの体質を持っていて、一定の時と場所を同じくした周りの生き物は全て死んでしまう。
蜘蛛姫アネモネ
声 - 原紗友里
魔界の奥地のとある広大な湿地帯を支配している魔族・アラクネ族の姫君。
フェリシア
声 - 伊達朱里紗
- 2022年2月9日追加プレイアブルキャラクター。

忌まわしき魔道実験の末に生まれた、「始祖」の血を引き継ぐ吸血鬼であり、エドウィン・ブラックの血統上の娘にあたる。
奥義:魂狩り大鎌
フルフル
声 - 東城日沙子
魔族。アマハラにて情報屋として生業を行なっている。長い時間を生きており、計り知れないほど豊富な知識を持っている。
シラユキ
声 - 山本亜衣
ダークエルフの女性。好奇心旺盛な性格をしている。
スネークレディ
魔族。闇の殺人闘技場カオス・アリーナを支配し、本人も戦士としてカオス・アリーナの戦いに参加している。本名はカリヤであり、その素性は蛇神ナーガ族の3人の族長の一人である。
シャリア
声 - 小見川千明
夢魔族。人間界を放浪する有能な情報屋。人間も魔族も問わずに精気を搾り取り、様々な情報を集めたり、売ったりする生活を送っていた彼女はある日、対魔忍の井河アサギたちと出会う。その場で退治される事は免れたけど、その代わりに情報屋として対魔忍たちに協力することになった。
リリム
声 - 田中あいみ
魔属。魔界の下級夢魔。人間界に現れ、お腹が空けば人の夢に侵入して生気を奪い、お金が欲しくなれば楽して儲けようと悪だくみに走る、欲望に忠実な典型的魔族気質である。
ステラ
声 - 林鼓子
魔族。鬼族の娘。鬼族は覇権争いなんかに興味がない気分やが多く、ステラもまたその一人である。
リトヴァ
声 - 近藤唯
魔族。通称、魔界の踊り姫。美しい容貌と、彼女の魔力を纏った踊りには見るものに幸運を齎す力があるという特性により、多くの資産家や権力者たちに追われる身となった。
エレオノール
声 - 岡本理絵
- 2023年8月1日追加プレイアブルキャラクター。

魔族。魔界の山深い森に生息するエルフ族、その中からも稀に生まれるダークエルフ。自然の力を巧みに操るエルフの中でも、ダークエルフは特に巨大な力を操れると言われている。

### ノマド
朧
声 - 氷青
- 2020年12月29日追加プレイアブルキャラクター。

元・対魔忍、魔の多国籍複合企業体・ノマドの大幹部。通称“裏切りの対魔忍”。かつて甲河忍者一門の頭であったが変節、傭兵を集めて朧忍軍と称し、ノマドの日本での勢力拡張に多くの助力をした。
最強の対魔忍・井河アサギの宿敵として彼女の手に討伐されるも、魔界の医療技術によって妖魔化して蘇り、アサギとの悪縁を続けてきた。得物は鉤爪で、催眠系忍法にかかった相手を操ることができる。
奥義:七悪血風
エドウィン・ブラック
超国家企業体ノマドの首領を務める吸血鬼。
イングリッド
声 - 木下紗華
- 2021年5月25日追加プレイアブルキャラクター。

魔界騎士。ブラックの側近である魔族で、常に彼を護衛として、そして優秀な秘書として支えている。エドウィン・ブラック以外には冷徹に接し、同じノマドの大幹部こと朧とは対立している。
魔界の貴族階級の子弟出身。見た目は人間のそれと大差ないものの、魔族故に人間とは比べ物にならない程の身体能力を有している。また、得物の長剣を振る舞い、斬り裂いた敵を黒い炎で焼き尽くす魔剣術の使い手である。
奥義:魔剣ダークフレイム
リーナ
声 - 桑原由気
魔族。ノマド騎士軍所属の魔界騎士。少しヘタレで見栄っ張りなところがあるが、長い訓練と実戦を経て実力を磨き上げた強者。イングリッドに憧れて剣術を磨き、ノマドに入っては武勲を積み上げ、イングリッドの目にも入った彼女は嵐の騎士という意味で『嵐騎』の二つ名とともに、魔剣『サクラブロッサム』を下賜された。

## 用語解説
対魔忍
太古より日本各地で魔と戦ってきた忍たちの末裔の総称。誰にでもなれるものではなく、血統によって継承される。
魔界
魔族と呼ばれる亜人種が住む別世界。かつて人間界と魔界の間には“互いに不干渉”の不文律が存在していたが、人が外道に堕してからはその暗黙のルールは破られ、魔界勢力が人間界を侵食し始めた。
魔族のうち、屍鬼族と呼ばれる種族は、魂そのものを操る力を持ち、死者の魂を操ってその屍を「不死の兵士」として運用するとされている。
五車町
対魔忍の里。対魔忍が公的機関として組織化されるにあたり、全国に散らばっていた対魔忍とその家族を集めて住まわせる地として整備された。
「五車」とは忍法の基本である木・火・土・金・水の陰陽五行と、古くから忍者が用いてきた風車、即ち手裏剣を意味しているとされる。
五車学園
五車町にある対魔忍養成学校。校長に対魔忍総隊長・井河アサギを始め、現役の対魔忍が任務の合間に教師として務めている。
<セクションスリー>
公安内務部傘下の機関で、政府と対魔忍を繋ぐ仕事を担当する。正式名称は“内務省公安安全庁調査第三部”で、<セクションスリー>はいわば通称。
対魔忍部隊
最小6名から最大で30名ほどの部隊単位で行動している。部隊は、隊員と呼ばれる対魔忍と、隊長と呼ばれる指揮官1名から構成される。
対魔忍特務中隊
日本だけではなく、国境を越え、魔界勢力と関係しようとする悪辣なテロリストが起こす事件に対処するために国際的な活動を主とするふうま宗家当主・小太郎を指揮官とする部隊。
独立遊撃隊
ふうま小太郎が率いる対魔忍部隊で6名の小部隊であるが、高度な独立作戦行動を許されており、公式には“独立遊撃隊”と称する。
ふうま宗家
多くの者が「眼」に関する能力を持つ対魔忍の一族。
ふうま一族に代わって井河家の長老に擁立されたアサギを主力とする新体制に反発し、ふうま弾正らが反乱を起こすも敗北、かつての権勢を失い現在に至っている。
米連
正式名称は「アメリカ及び太平洋諸国連邦」で、「米連」は日本国内における通称だと思われる。南北アメリカ大陸と東南アジアの一部を統治している超巨大国家。
ノマド
米連を本拠地とする多国籍複合企業体。その総帥は吸血鬼の始祖、エドウィン・ブラック。ノマドでは人間のビジネスマンとして振舞っている。
中華連合
米連に匹敵するアジアの超大国。かつての中華人民共和国がアジアの一部を支配下に置いて改名した国名で、正式名称は「大中華アジア連合共和国」。
魔獣
魔界に生息する獣の通称。魔界では力ある象徴として飼われることもあるが、ペットにしている魔族は数少ない。
ヴェナム共和国
東南アジアを構成する主要国のひとつ。中華連合の加盟国で、政府による独裁が行われている。その独裁政権は中華連合によって支配されているため、それに対する反発の根が深い。
ヴェナム解放軍 VF
ヴェナム人による独立を目指す反政府組織“ヴェナム解放軍”、通称“VF”。
妖魔化
魔界の邪悪な医療技術を用いて、生物に魔物の細胞を移植、魔物特有の再生力で身体の負傷及び欠損を復旧させる療法。魔物の細胞が全身に侵食するため、精神力で耐え切らなければ記憶と正気を失って妖魔に堕ちてしまう。
DSO
防衛科学研究室。米連国防総省ペンタゴンの研究機関。反ノマド派閥であり、魔界と繋がる門については封印を方針としており、特務機関“G”とは対立している。
特務機関“G”
米連・国務省傘下の機関。戦闘・暗殺能力に特化した“CS(サイボーグ・ソルジャー)”と呼ばれる。エージェントやドローン兵器を中心に構成されており、文字通りの「機械化特殊部隊」とでも言うべき集団である。
東京キングダム
東京湾の海上10km地点に存在する人工島。第二の都心となるべく、かつて日本政府の肝煎りで巨額の資金を投下して造成されたが、企業の誘致に失敗。住居施設や住人をターゲットにした商業施設も東京湾地下鉄の工事の大幅な遅れから交通の不便な海上の孤島と成り果て、十数年前に開発が全面中止、事実上捨てられた幻の都市となった。
抜け対魔忍
五車の統制を離れ、独自路線を歩む対魔忍たち。米連の甲河アスカ、コートララ事件の主犯、桃知東洋など。
魎魔忍
魔界で活動する忍。

## 忍法
- 忍法・火遁の術
- 忍法・水遁の術
  - 幻影陣
  - 王水
  - 泡沫
- 忍法・木遁の術
  - 山姥
  - 回帰の術
  - 木装草
  - 樹縛華
- 忍法・金遁の術
- 忍法・土遁の術
- 忍法・風遁の術
  - 風吸烈
- 忍法・雷遁の術
- 忍法・影遁の術
- 忍法・空遁の術
- 忍法・氷遁の術
- 忍法・獣遁の術
  - 化味利有<ファミリア>
- 忍法・電遁の術
- 忍法・煙遁の術
  - 蜃気楼
- 忍法・波遁の術
- 忍法・鎖遁の術
- 忍法・爆遁の術
- 忍法・重遁の術
- 忍法・虫遁の術
- 忍法・音遁の術
- 忍法・蟲遁の術
  - 蟲体
- 忍法・鏡遁の術
- 忍法・陰遁の術
- 忍法・現遁の術
- 忍法・緋遁の術
  - 緋心暗鬼
- 忍法・傀儡の術
  - パペット・ドール
- 忍法・背化の術
- 忍法・合食の術
- 忍法・梟の術
- 忍法・隼の術
- 忍法・治癒掌
- 忍法・不死覚醒

## 開発
東京ゲームショウ2019のインフィニブレインのブースの担当者は、本作の開発の経緯について「初めに対魔忍の3Dモデルを作り、これをカッコよく動かすにはどうすればと考えて、3Dアクションゲームということになりました。元々くのいちという設定ですから、スタイリッシュな動きは本来合うはずです」と、アキバ総研の取材の中で述べている。
本作のキャストはアサギ役の小清水亜美をはじめ、歴代作品とは異なる声優が割り振られている。

## 反響

### 正式配信前の反響
本作は、アダルトゲームの中でも過激な要素を含んでいることで知られている『対魔忍』シリーズを原作としながらも、一般向けのアクションゲームとして東京ゲームショウ2019に試遊版が出展されたことから、本作に対する注目は正式サービス開始前から高まっていた。
4Gamer.netの楽器による紹介記事は、同サイトにおける2019年9月8日から14日までの週間ページビューランキングで1位を獲得し、同記事についてのツイートが多くつぶやかれた。また、Twitter上ではこれ以外にも試遊版についての感想に加え、「感度3000倍」といった『対魔忍』シリーズに関連する単語がTwitter上のトレンドワードに多数出現した。さらに、同じ日に東京ゲームショウ2019にて発表された『サクラ大戦』の話題が入り交じり、あたかも『サクラ大戦』の新作に対魔忍の要素が含まれたかのようなツイートを投稿する者も現れた。
最終的に、本作の事前登録者数は2019年12月20日までの時点で30万人を突破した。
ねとらぼの松本翼は、アダルトゲームブランドが一般向けコンテンツを発表することが増えたことについて触れ、本作が発表されたのも時代の流れと言えると述べている。

## 評価

### 正式配信前の評価
4Gamer.netの楽器は東京ゲームショウ2019より前に触れた試遊版ついて、「どちらにせよ，濃密なストーリーと屈強なバトルのがっぷり四つだけで勝負をかけにきた点は，過剰なコンテンツ数で装飾したからすごいゲーム，といった世間体なんて意に介さないストロングスタイルで逆に映えているほどだ。」と方向性を評価している。また、楽器は本作のプレイ感覚について「マジ忍者のように高速で避けまわり，奥義やスキルでコンボする」と表現しており、デビルメイクライシリーズに近いとしている。
Game Watchの安田俊亮も本作のシステムについて「ゲームとしては、比較的シンプルな3Dアクションといった印象だ。」と述べ、本作の「対魔忍」らしさは世界観とキャラクターぐらいだとしている。
WEBメディアサービスを開発・運営するAppMediaは先行プレイレポート記事の中で、ビジュアルに負けないぐらい、家庭用ゲーム機向けのアクションRPG並みの品質と、ち密な世界観を評価した。
また、AppMediaは本作のゲーム性がプレイヤースキルに依存している点について触れ、キャラクターを動かして敵を倒す面白さを前面に押し出した作品であると述べている。

### 正式配信後の評価
ライターの竹中プレジデントはファミ通Appに寄せた記事の中で本作について評価している。
また、竹中はOSによってプレイヤーキャラクターの衣装の露出度に差異があることについて触れ、露出度の低いiOS版がフェティシズム感が出ていて個人的には好きだと述べている。
批評家たちからはプライベートルーム（β）の自由度の高さが評価された一方、操作が難しいという指摘が寄せられた。

## 不祥事
2019年12月26日、本作で使用されたBGMの著作権侵害を指摘する声が寄せられ、Gremory社内で調査した結果、Au5の楽曲「Snowblind」の権利侵害が認められた。
当該楽曲は削除・修正され、Au5への謝罪が行われた。